# American Jewish Joint Distribution Committee

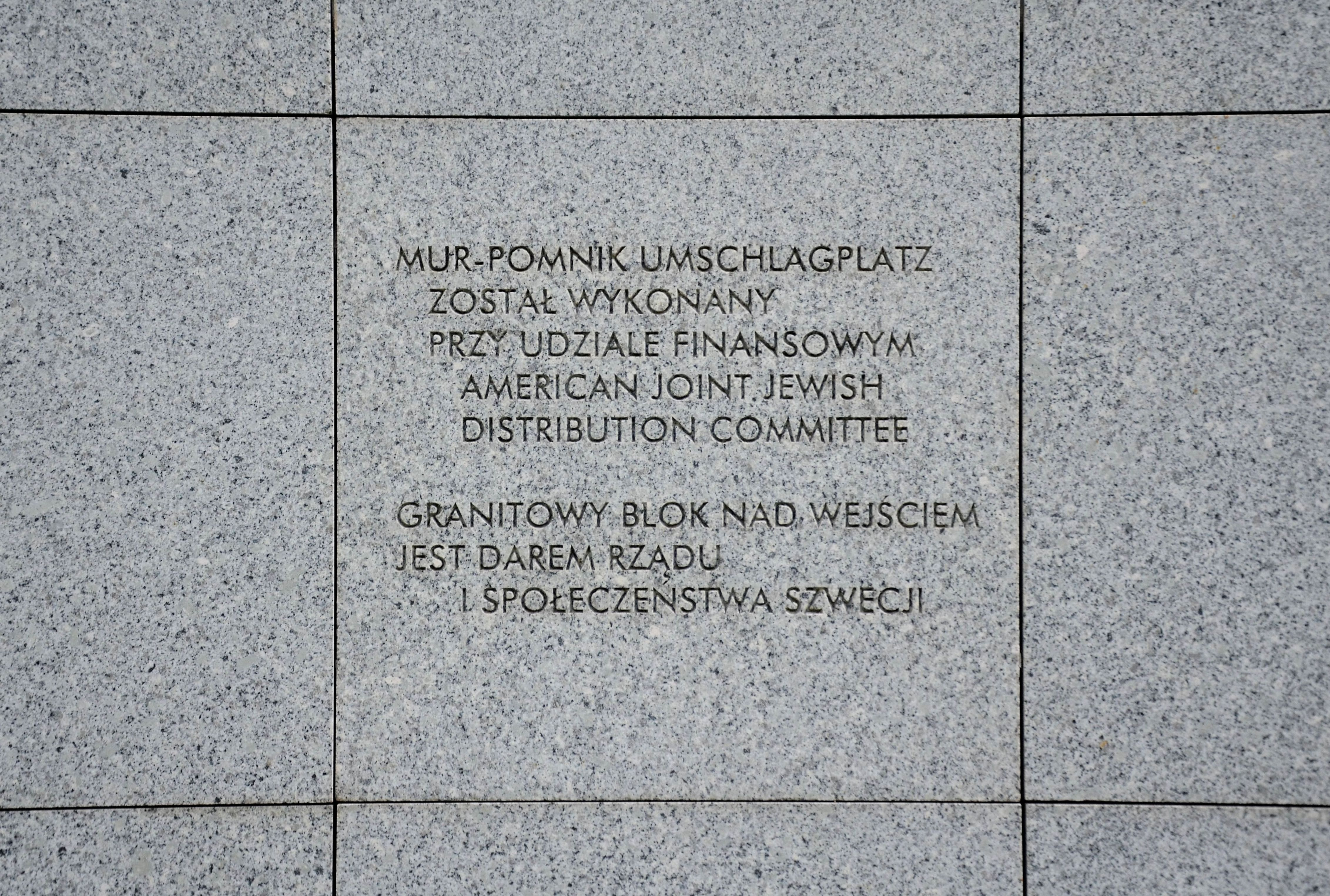
Joint wspierał m.in. budowę Pomnika Umschlagplatz w Warszawie

American Jewish Joint Distribution Committee, JDC, zwany też w skrócie Joint (ang. Amerykańsko-Żydowski Połączony Komitet Rozdzielczy) – organizacja non-profit założona w USA w 1914 roku. Jej fundusze pochodzą głównie z datków amerykańskich Żydów. 
W Polsce Joint wspiera organizacje żydowskie, między innymi Towarzystwo Społeczno-Kulturalne Żydów w Polsce oraz Związek Gmin Wyznaniowych Żydowskich w RP.